# Kolmanskop
Kolmannskuppe (også Kolmanskuppe med kun ét n eller Kolmanskop er en spøgelsesby i det sydlige Namibia få kilometer inde i landet fra Lüderitz. Det var tidligere en lille minedriftslandsby og er nu et populært turistmål, der drives af den fælles virksomhed NAMDEB (Namibia-De Beers).

## Weblinks
- Indsamling billeder Kolmanskop 2012 (Tysk)

26°42′15″S 15°13′57″Ø / 26.70417°S 15.23250°Ø